# Eleição da cidade-sede dos Jogos Olímpicos de Verão da Juventude de 2014
O Processo de candidatura aos Jogos Olímpicos de Verão da Juventude de 2014 começou a  2 de Fevereiro de 2009, data em que as cidades apresentaram os documentos das suas candidaturas. Na primeira lista publicada pelo Comitê Olímpico Internacional em Dezembro de 2009, constavam as cidades de Nanquim (China), Poznań (Polónia) e Guadalajara (México). Esta última retirou-se a 22 de Janeiro de 2010, duas semanas após o COI ter revelado o relatório da comissão de avaliação e a menos de três semanas da votação final em Vancouver, Canadá.
A Janeiro de 2010 em Lausana, Suíça, o COI noticiou que Nanquim foi a cidade melhor classificada na avaliação, seguida de Poznań e Guadalajara. Nanquim foi anunciada como cidade-sede da 2ª Olimpíada de Verão da Juventude a 10 de Fevereiro de 2010, depois de vencer a votação na Sessão do COI.

## Processo
As cidades interessadas em acolher os Jogos tiveram que confirmar as suas candidaturas pelo seu Comité Olímpico Nacional e submetidas ao Comité Olímpico Internacional em até Setembro de 2009. No mês seguinte, três cidades foram confirmadas como candidatas oficiais. O comité avaliador começou as avaliações em Novembro. No dia 10 de Janeiro de 2010, o Comité Olímpico Internacional publicou o seu relatório sobre a Comissão de Avaliação para a segunda Olimpíada de Verão da Juventude. A eleição da cidade-sede dos JOJ 2014 decorreu durante a Sessão do COI de 2010 em Vancouver, antes dos Jogos Olímpicos de Inverno de 2010. Esta foi a primeira vez que o anfitrião dos Jogos Olímpicos da Juventude foi eleito numa Sessão do COI. A escolha da sede das edições de 2010 (Verão) e de 2012 (Inverno) foi feita por voto postal dos membros do COI.

### Sumário do processo
- Abril de 2009 — Os CONs deviam avisar os membros do COI o nome de sua candidata.  (Isso foi antecipado para Fevereiro de 2009 a pedido dos CONs para ter um tempo maior de preparação).[3]
- Setembro de 2009 — Envio para o COI dos livros de candidatura.
- Dezembro de 2009 — As finalistas foram reveladas pelo Quadro Executivo do COI.
- Fevereiro de 2010 — Eleição da sede em Vancouver (antes dos Jogos Olímpicos de Inverno de 2010)[4]

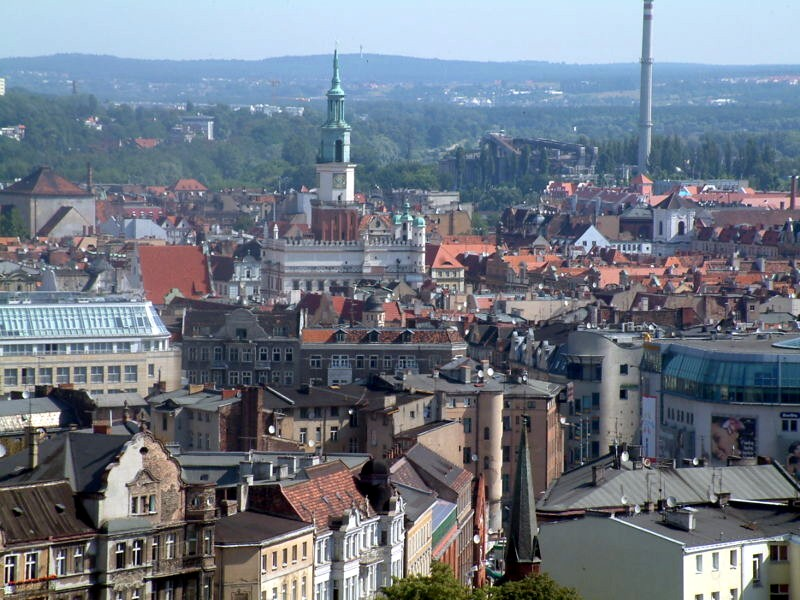
Poznań, Polónia, uma das cidades candidatas

### Resultados
| Cidade  | CON     | Votos |
| Nanquim | China   | 47    |
| Poznań  | Polónia | 42    |

### Finalistas
- Nanquim, China

A China já havia apresentado Harbin como uma das candidatas para os Jogos Olímpicos de Inverno da Juventude de 2012.
- Poznań, Polónia

Poznań era uma das candidatas à primeira edição dos Jogos Olímpicos da Juventude,mas perdeu para Singapura.

#### Cidade desistente
- Guadalajara, México

Guadalajara foi escolhida pelo Comité Olímpico Mexicano em detrimento de Monterrey. A cidade sediou os Jogos Pan-Americanos de 2011. A desistência de Guadalajara foi anunciada oficialmente a 22 de Janeiro de 2010, duas semanas após o COI divulgar o resultado das avaliações preliminares e menos de três semanas antes da votação final em Vancouver.

#### Comparação das cidades candidatas
| Categoria                         | Detalhes              | Guadalajara · México | Nanjing · China  | Poznań · Polónia |
| --------------------------------- | --------------------- | -------------------- | ---------------- | ---------------- |
| População                         | Cidade                | 1,564,514 (2009)     | 8,004,680 (2010) | 551,627 (2010)   |
| População                         | País (2010)           | 112,336,538          | 1,339,724,852    | 38,186,860       |
| Orçamento (em milhões de dólares) | Total                 | 82.745               | 117.133          | 64.740           |
| Orçamento (em milhões de dólares) | Subsídio garantido    | 65%                  | 72.5%            | 68%              |
| Orçamento (em milhões de dólares) | Patrocínios estimados | 9%                   | 9%               | 7.7%             |
| Aeroporto principal               | Nome                  | GDL                  | NKG              | POZ              |
| Aeroporto principal               | Distância (km)        | 21                   | 35               | 12.6             |
| Aeroporto principal               | Capacidade (milhões)  | 7                    | 12               | 1.5              |
| Aeroporto principal               | Movimento (2010)      | 6,953,900            | 12,530,515       | 1,419,121        |
| Infraestruturas                   | Total                 | 22                   | 25               | 22               |
| Infraestruturas                   | Completas             | 13                   | 21               | 17               |
| Infraestruturas                   | Temporárias           | 4                    | 3                | 2                |
| Infraestruturas                   | Tempo de viagem (min) | ~30                  | ~30              | ~30              |
| Aldeia Olímpica                   | Distância (km)        | 21                   | 35               | 13               |
| Aldeia Olímpica                   | Camas                 | 5,115                | 5,187            | 5,120            |
| Alojamento                        | Total de quartos      | 1,645                | 3,995            | 2,668            |

### Cidades que indicaram interesse mas não concorreram
- Belgrado, Sérvia. Belgrado mostrou o seu interesse em sediar os Jogos Olímpicos da Juventude de 2010, tendo participado no workshop inicial em Lausana, Suíça, na sede do Comité Olímpico Internacional. Mesmo assim, a cidade desistiu, alegando que seria candidata para a segunda edição dos Jogos, o que não aconteceu.[7]

- Jacarta, Indonésia. Jacarta chegou a confirmar a candidatura, mas acabou por desistir.[8]

- Moscovo, Rússia. Moscovo foi finalista para os Jogos Olímpicos de Verão da Juventude de 2010, mas acabou perdendo para Singapura. Moscovo divulgou que possivelmente seria candidata a edições posteriores.[9] Contudo, não apresentou candidatura para esta edição.

- Rabat, Marrocos. Rabat, a capital do Marrocos ,planeava se candidatar aos Jogos, fato que não aconteceu.[3]

- Délhi, Índia. Citando a experiência que ganharam quando sediaram os Jogos da Juventude da Commonwealth de 2008,em Puna e os Jogos da Commonwealth de 2010 na mesma cidade, o então presidente da Associação Olímpica Indiana, Suresh Kalmadi, declarou a intenção de se candidatar às Olimpíadas da Juventude de 2014, tal como possivelmente à edição de 2020 dos Jogos seniores.[10]

- Rouen, Toulouse e Dunkirk, França. Estas três cidades francesas expressaram o seu interesse em candidatar-se aos Jogos. O comité olímpico nacional francês decidiu, em Outubro de 2008, postular uma candidatura para os Jogos Olímpicos de Inverno de 2018 com a cidade de Annecy.[11]

- Monterrey, México. Estudantes de universidades de Monterrey apoiaram uma candidatura da cidade para os jogos. O Comité Olímpico do México descartou Monterrey em favor de Guadalajara, que tinha infraestruturas melhores usadas nos Jogos Pan Americanos de 2011. A Fundação Monterrey 2014 declarou que a cidade iria candidatar-se a 2018, caso Guadalajara perdesse.[12]